# Берестейський тролейбус
Берестéйський тролéйбус (біл. Брэсцкі тралéйбус) — діюча тролейбусна система в обласному центрі Берестейської області Білорусі. 

## Історія
18 квітня 1981 року на вулицях Берестя з'явився перший тролейбус. Єдиний на той час маршрут мав протяжність 20,5 км і прямував від мікрорайону «Схід» вулицею Янки Купали, Партизанським проспектом, вулицями Московською й Карла Маркса до вулиці Орджонікідзе. Продовжити його до комбінату будівельних матеріалів (КБМ) тоді лише передбачалося у планах, які давно вже здійснені.
В традиціях, які не застарілі і понині, нову сторінку літопису обласного центру відкрив мітинг за участю сотень городян, із знаменною подією яких привітали голова міськвиконкому В. С. Косьянчук, робочий електромеханічного заводу імені XXV з'їзду КПРС І. Є. Смолій. Урочисте відкриття Палацу культури профспілок за часом збіглося із запуском в Бересті тролейбусів. Перша машина зупинилася навпроти Палацу культури. Біля входу пасажирів зустрічали будівельники та працівники культури, яких запросили до великого залу Палацу, де відбувся святковий концерт.
З 21 червня 2013 року маршрут № 9 подовжений від ДП Завод «Коліртрон» до ДП «Південне містечко», у зв'язку з чим, маршрут обслуговують тролейбуси з функцією автономного ходу, так як на подовженій ділянці відсутня контактна мережа.
26 березня 2015 року на вулиці Берестя виїхав «музейний» тролейбус, де пасажирам пропонувалося ознайомитися з історією міста. Замість комерційної реклами на вікнах салону були розміщені краєвиди міста на поштових листівках, малюнках та фото різних років.

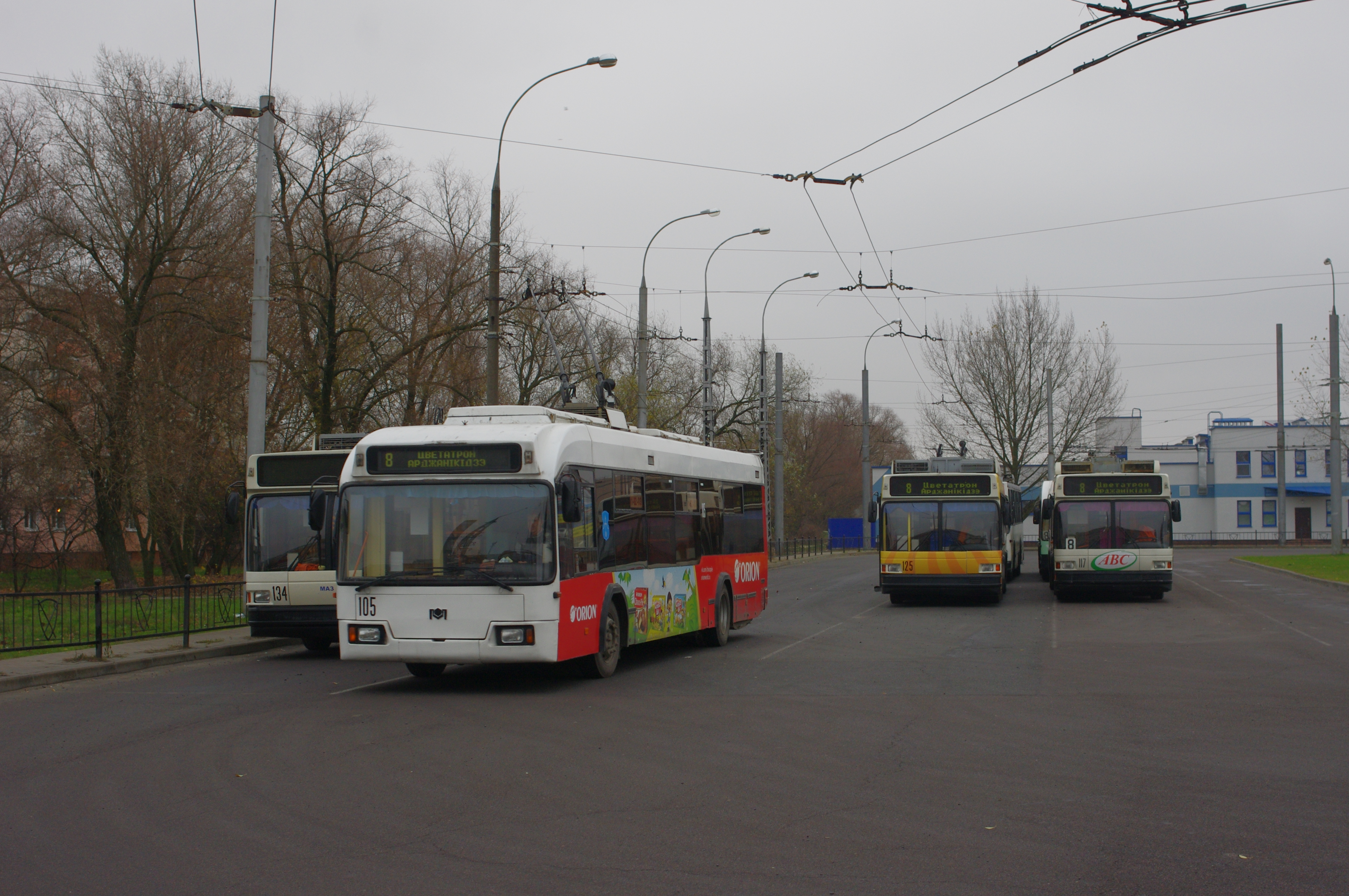
Тролейбуси Берестя

18 квітня 2016 року виповнилося 35-річчя з початку тролейбусного руху в місті.
Наприкінці 2017 року у Бересті вийшов на маршрут тематичний тролейбус БКМ 32100A «Сябар» (№ 147), присвячений з нагоди 1000-річчя міста. У пересувний музей переобладнаний безконтактний тролейбус. Його пасажири мали можливість зробити невеликий екскурс в майже тисячолітню історію обласного центру. Усередині салону були розміщені фотографії, малюнки та документи, з яких була можливість дізнатися про історію Берестя від його заснування до сучасності. Історичний тролейбус курсував у різних мікрорайонах Берестя до 2019 року, коли обласний центр відзначав своє тисячоліття.

## Керуюча структура та характеристика
Експлуатуюча організація тролейбусної мережі — КУТП «Тролейбусний парк».
Юридична адреса: КУТП «Тролейбусний парк»
224028, м.Берестя, вул. Янки Купали, 112/1
Характеристика маршрутної тролейбусної мережі:
- тролейбусних маршрутів — 9;
- тролейбусів — 75;
- тролейбусний парк — 1;
- кінцевих зупинок — 7;
- довжина вуличної мережі з транспортними лініями — ~181 км;
- середня експлуатаційна швидкість — 17,4 км/год;
- кількість зупинних пунктів — 89;
- диспетчерських пунктів — 4;
- кількість опор — 1847 шт.;
- тягових підстанцій — 8.

## Маршрути

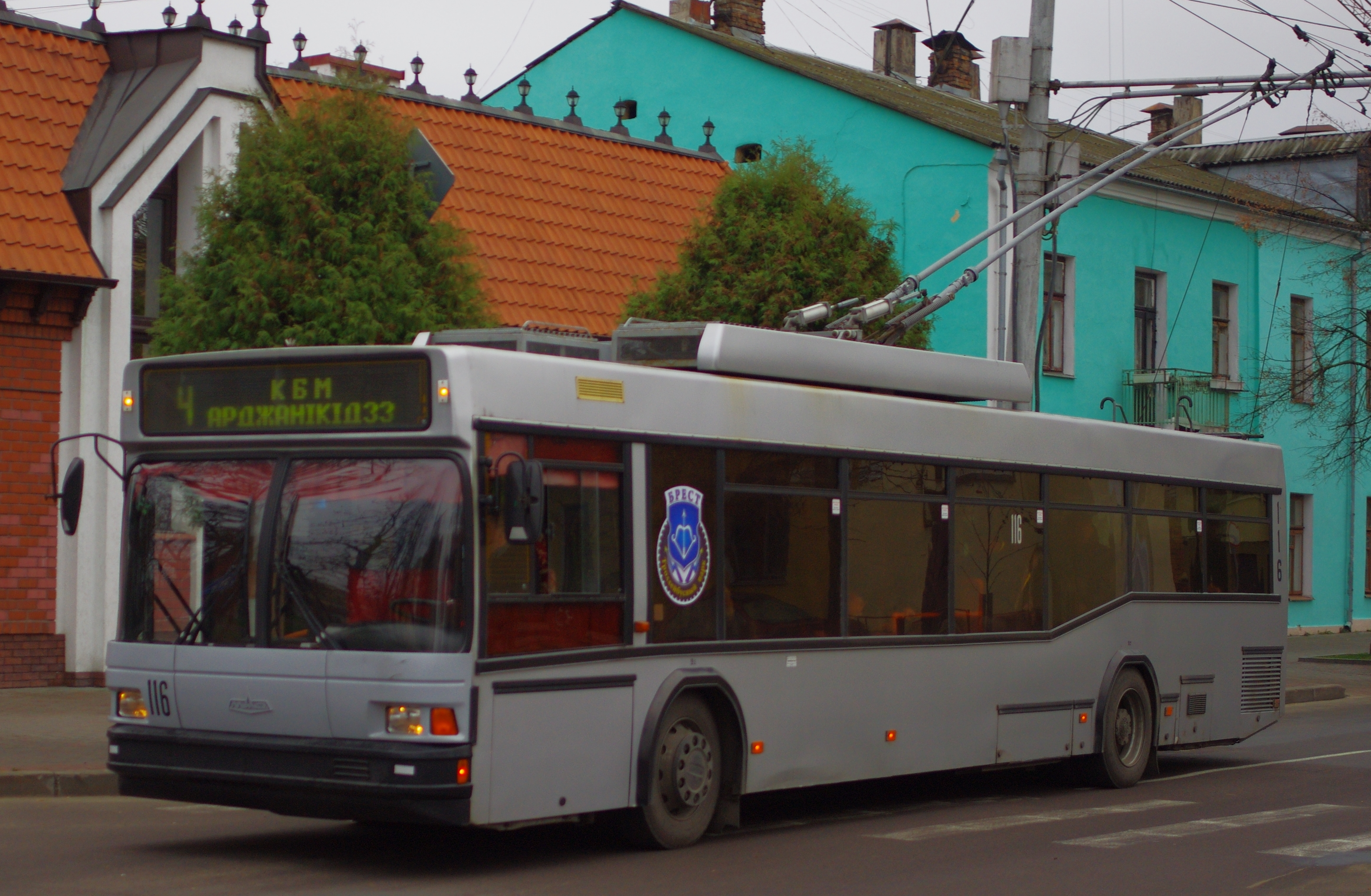
МАЗ-ЕТОН Т103

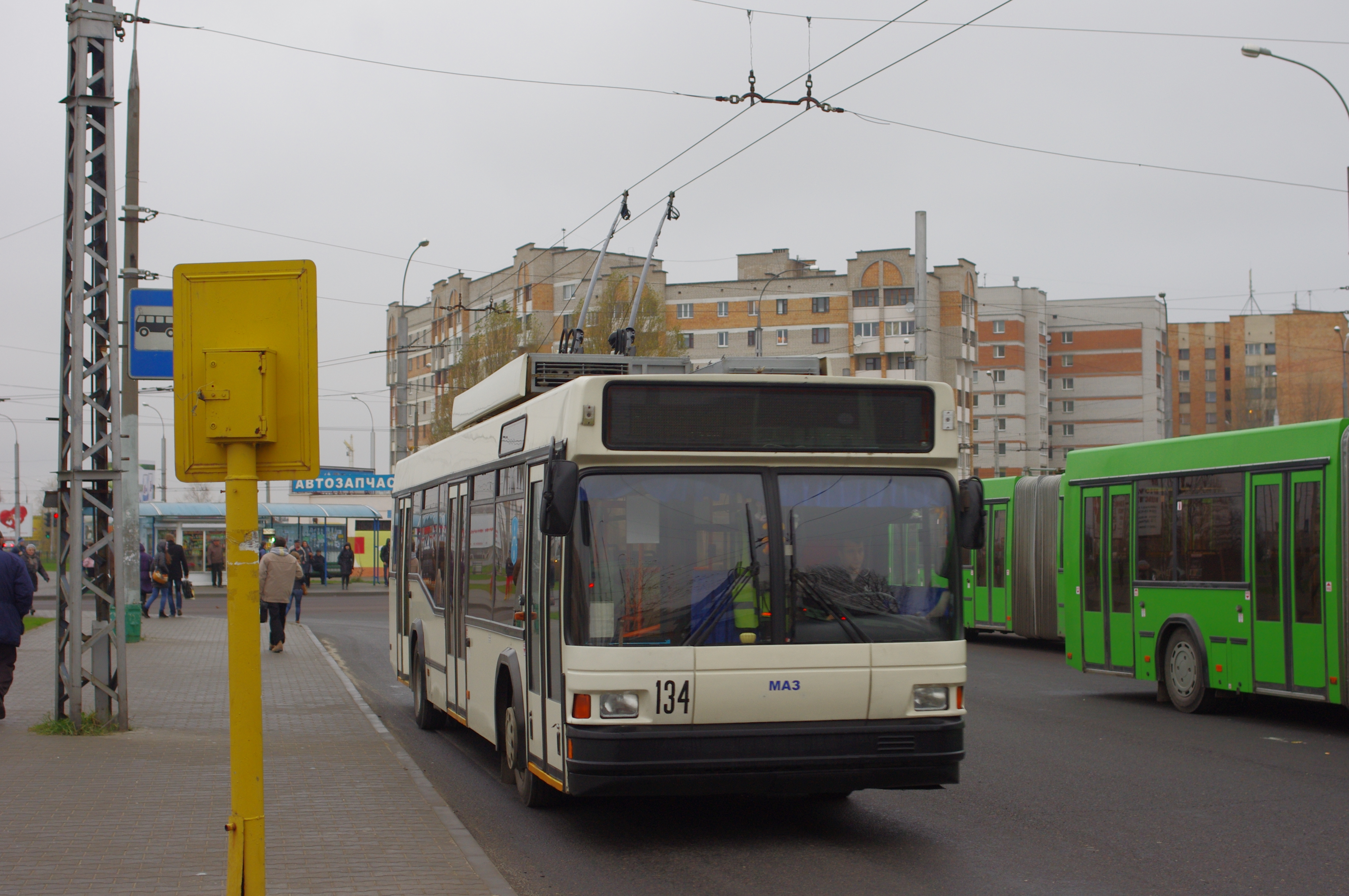
БКМ 221

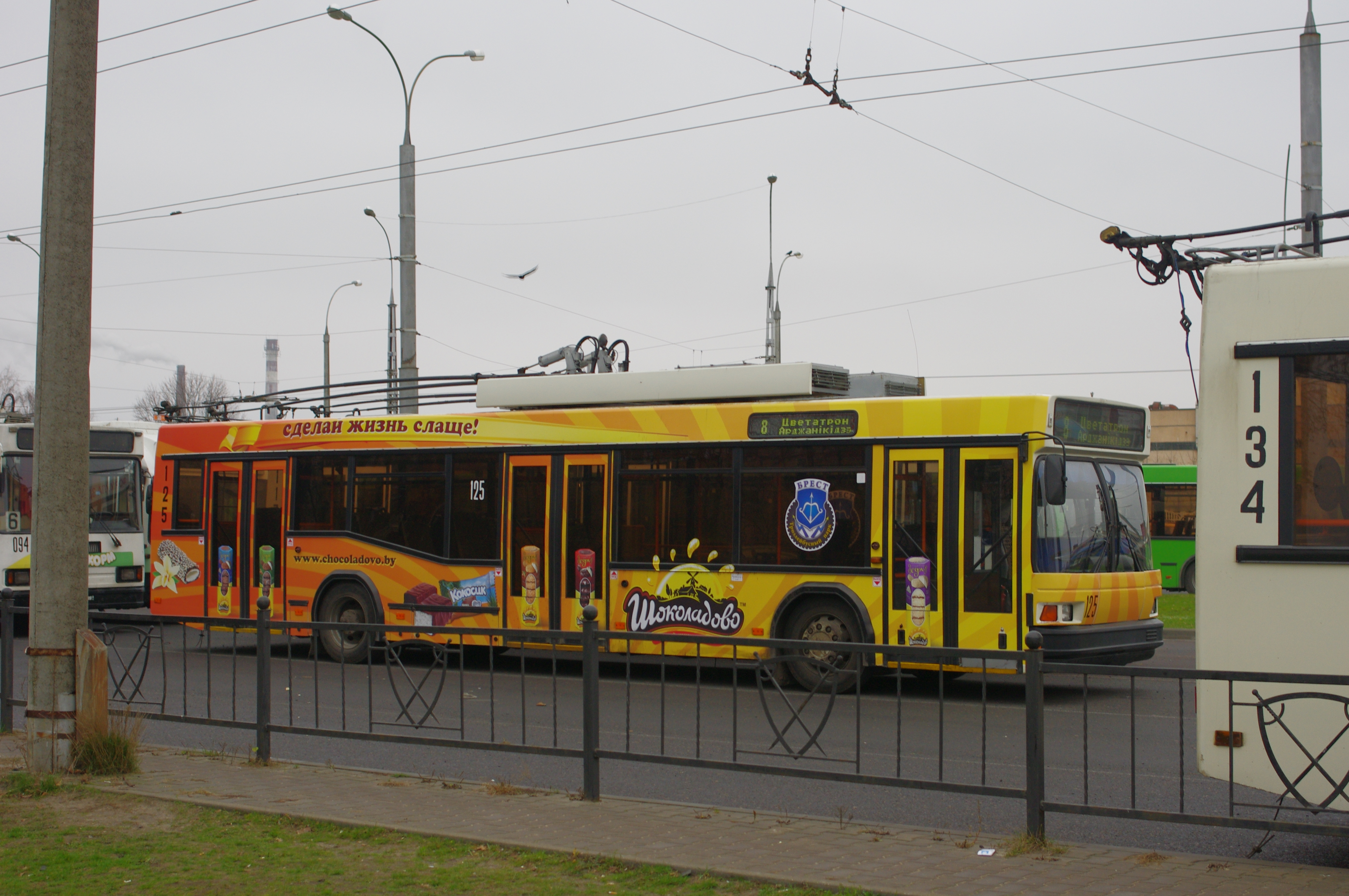
БКМ 221

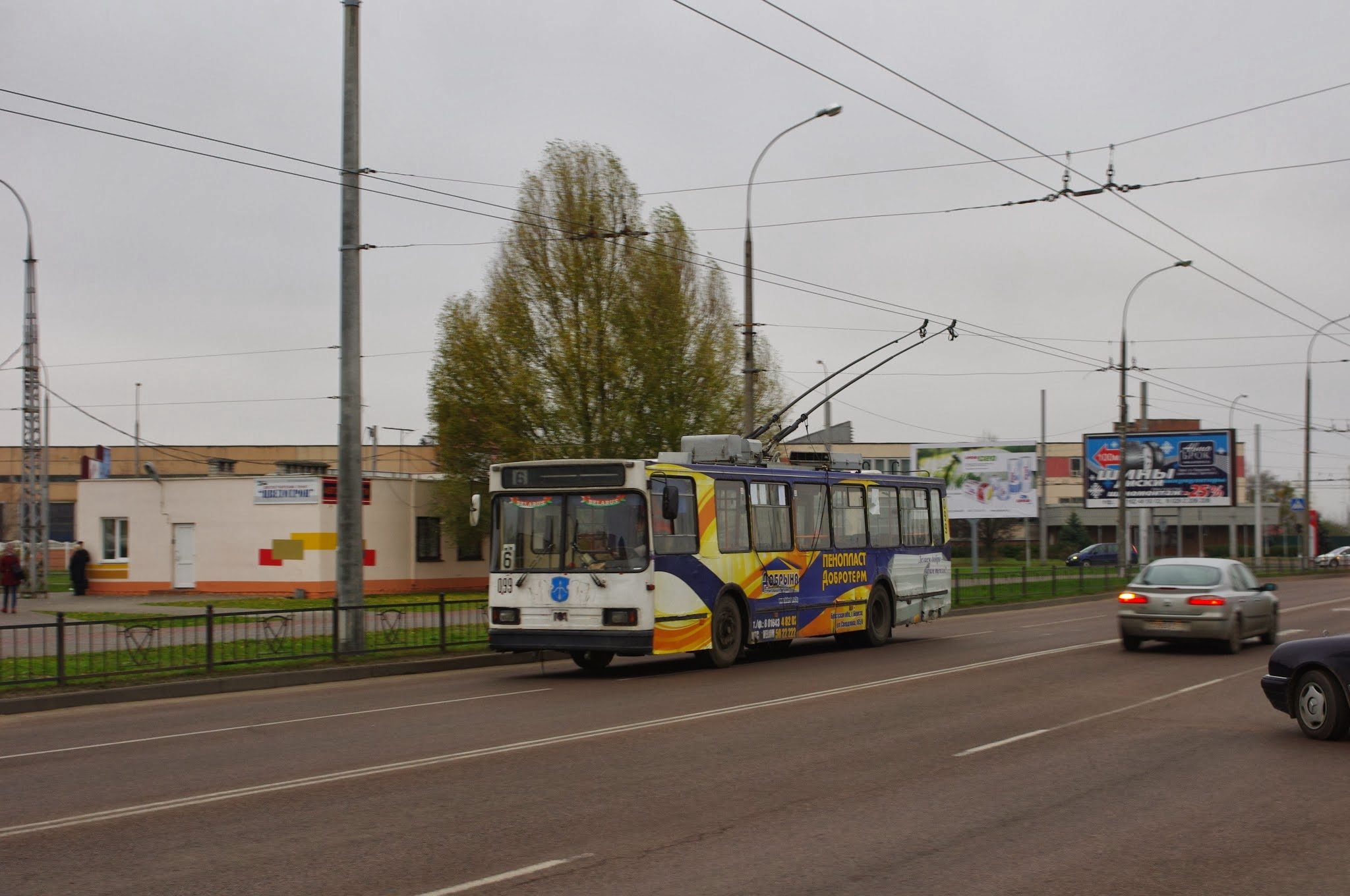
БКМ 20101

У Бересті діють 9 тролейбусних маршрутів.
З 1 березня 2023 року тролейбусная мережа Берестя переведена на трьохзначну нумерацію маршрутів. Діючі  маршрути № 1—8 перенумеровані в маршрути № 101, 102, 103, 104, 105, 106, 107, 108 та 109.
| Перелік тролейбусних маршрутів | Перелік тролейбусних маршрутів | Перелік тролейбусних маршрутів  | Перелік тролейбусних маршрутів |
| №                              | Кінцевий пункт, А              | Кінцевий пункт, Б               | Примітки |
| ------------------------------ | ------------------------------ | ------------------------------- | --- |
| 101                            | Орджонікідзе                   | ДП «Обласна лікарня»            | |
| 102                            | Свердлова                      | ДП СК «Вікторія»                | Через вул. Гаврилова. Відновлений з 1 вересня 2012 |
| 2                              | ДП СК «Вікторія»               | Орджонікідзе                    | Закритий. Працював впродовж 2007—2012 років |
| 2А                             | ДП СК «Вікторія»               | Орджонікідзе                    | Закритий. Після відновлення мережі на вул. Свердлова у грудні 2010 року було вирішено про запуск маршруту № 2А до вул. Орджонікідзе, а маршруту № 2 — до вул. Свердлова. Однак, вже у січні 2011 року маршрут № 2 прямував до вул. Орджонікідзе, а лінія на вул. Свердлова не використовувалась. |
| 103                            | Орджонікідзе                   | ДП СК «Вікторія»                | Через Партизанський проспект |
| 104                            | Орджонікідзе                   | Комбінат будівельних матеріалів | |
| 105                            | ДП «Обласна лікарня»           | ДП Завод «Коліртрон»            | Через вул. Янки Купали |
| 106                            | ДП «Обласна лікарня»           | ДП Завод «Коліртрон»            | Через просп. Республіки |
| 6                              | ДП Завод «Коліртрон»           | Свердлова                       | Закритий. Працював у 1990-х роках |
| 107                            | ДП СК «Вікторія»               | ДП Завод «Коліртрон»            | |
| 108                            | Орджонікідзе                   | ДП Завод «Коліртрон»            | |
| 109                            | Свердлова                      | ДП «Південне містечко»          | З 15 серпня 2016 року прямує за новим маршрутом, більше не повертає на міст біля ЦМТ (по вул. 28 Липня), а прямує до Берестейського державного технічного університету, повертає на просп. Республіки і продовжує рух по вул. Суворова до Південного містечка                                    |

Примітки:
- Кінцева зупинка «Орджонікідзе» розташована неподалік від залізничного вокзалу Берестя-Центральний.
- Маршрут № 9 в Бересті унікальний: частину маршруту від заводу «Коліртрон» до «Південного містечка» тролейбус прямує на автономному ході. Спеціально під цей маршрут підприємство придбало за рахунок бюджетних коштів БКМ 321 «Сябар», які проходять цю ділянку без контактної мережі за допомогою дизель-генераторної установки[12].

## Вартість проїзду
| Динаміка вартості проїзду | Динаміка вартості проїзду       |
| Дата встановлення тарифу  | Вартість в кіоску / у водія, Br |
| ------------------------- | ------------------------------- |
| 1 квітня 2011             | 700 / 750                       |
| 3 серпня 2011             | 750 / 850                       |
| 7 вересня 2011            | 850 / 950                       |
| 2 листопада 2011          | 1100 / 1200                     |
| 6 квітня 2012             | 1300 / 1400                     |
| 3 жовтня 2012             | 1400 / 1600                     |
| 20 травня 2013            | 1600 / 1900                     |
| 2 жовтня 2013             | 2200 / 2400                     |
| 1 грудня 2013             | 2700 / 3000                     |
| 1 квітня 2014             | 3200 / 3500                     |
| 20 серпня 2014            | 3500 / 4000                     |
| 20 грудня 2015            | 4000 / 4500                     |
| 18 грудня 2016            | 0,45 / 0,50                     |
| 21 жовтня 2017            | 0,50 / 0,60                     |
| 20 листопада 2018         | 0,55 / 0,60                     |
| 14 грудня 2019            | 0,60 / 0,65                     |
| 1 грудня 2020             | 0,70 / 0,75                     |
| 1 квітня 2022             | 0,80 / 0,85                     |

## Рухомий склад
Рухомий склад повністю складається з машин виробництва «Белкомунмаш». Станом на 2018 рік на балансі підприємства перебуває 75 тролейбусів.
З 2016 року тролейбуси отримали синьо-біле фарбування. Нова кольорова гамма — символ Берестя, його герба і прапора. Спочатку були перефарбовані існуючі машини, а потім почали надходити нові — вже у  «берестейському» кольорі.
| Експлуатація рухомого складу | Експлуатація рухомого складу |
| Модель                       | Роки експлуатації            |
| ---------------------------- | ---------------------------- |
| ЗіУ-682                      | 1981—2014                    |
| АКСМ-100                     | 1994—2015                    |
| АКСМ-101                     | 1995—2017                    |
| БКМ 201                      | 1997—понині                  |
| БКМ 20101                    | 1999—понині                  |
| БКМ 32102                    | 2005—понині                  |
| БКМ 221                      | 2008 — понині                |
| МАЗ-ЕТОН Т103                | 2008—понині                  |
| БКМ 321 «Сябар»              | 2017—понині                  |

## Галерея

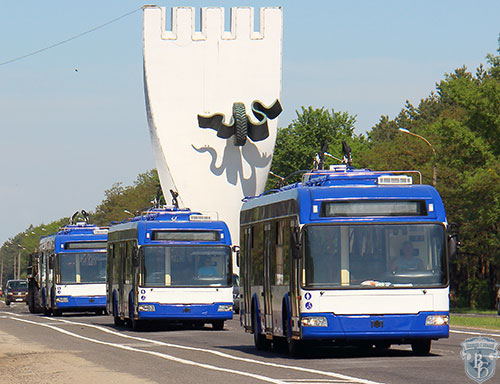
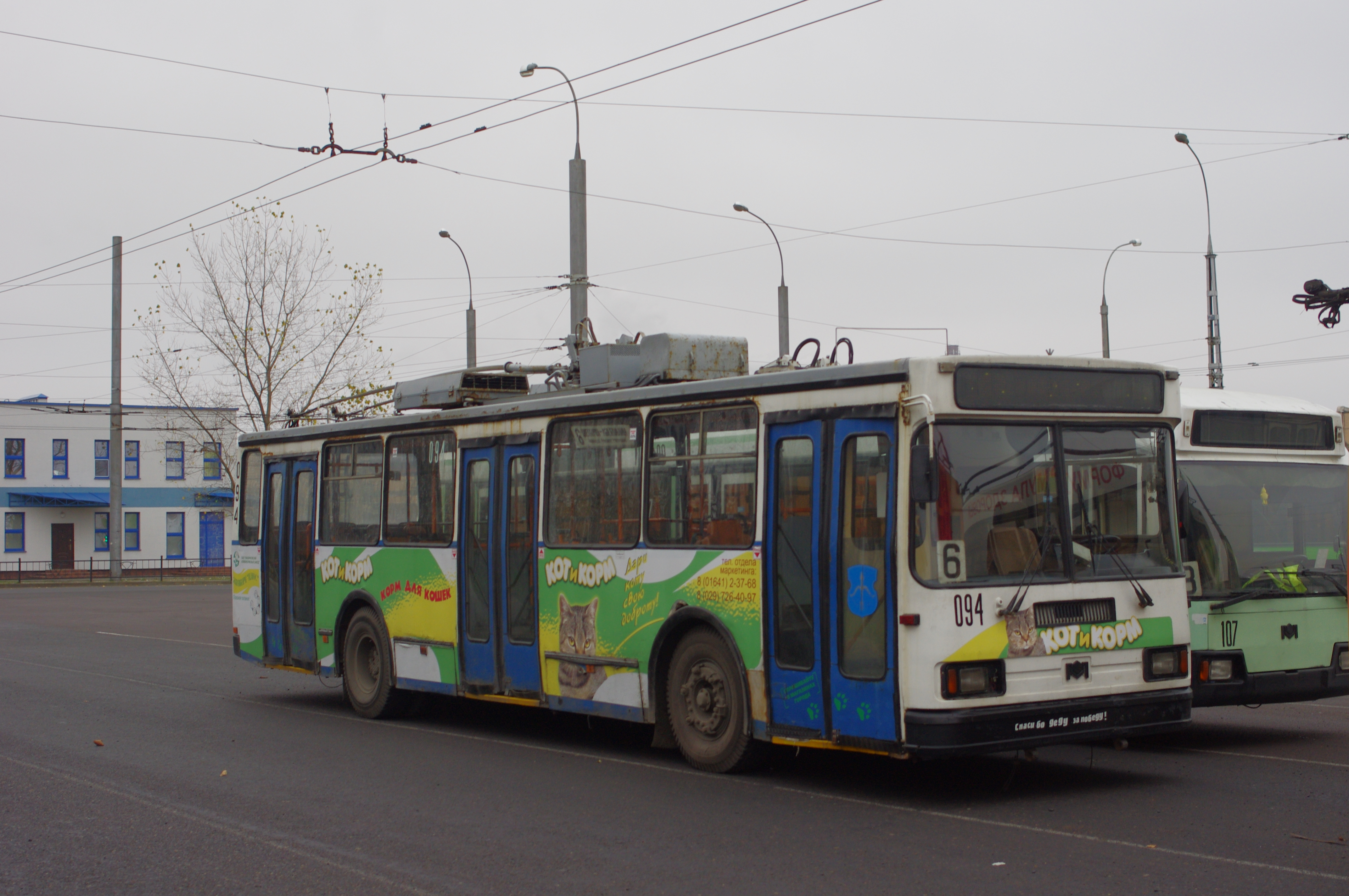
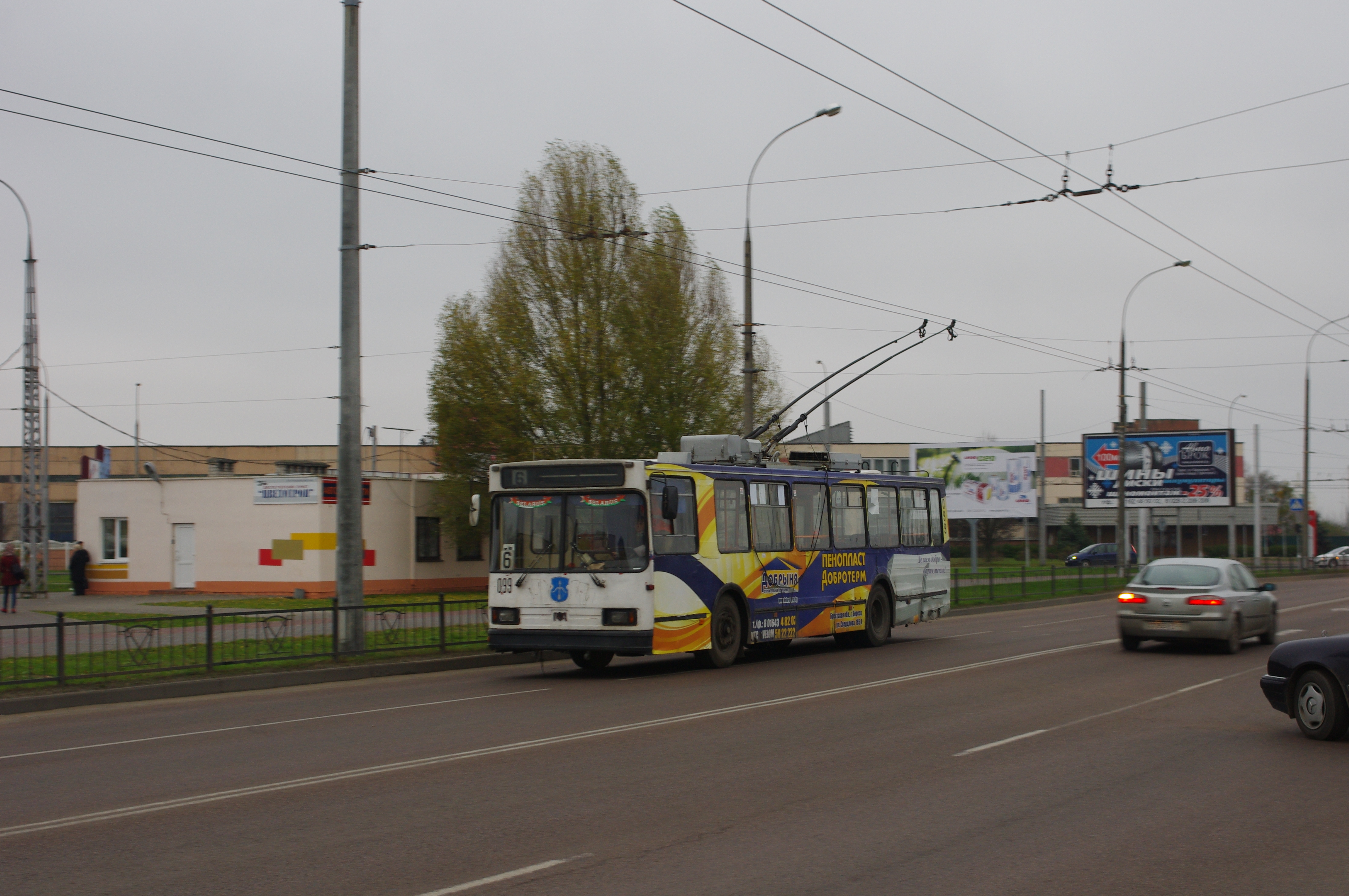
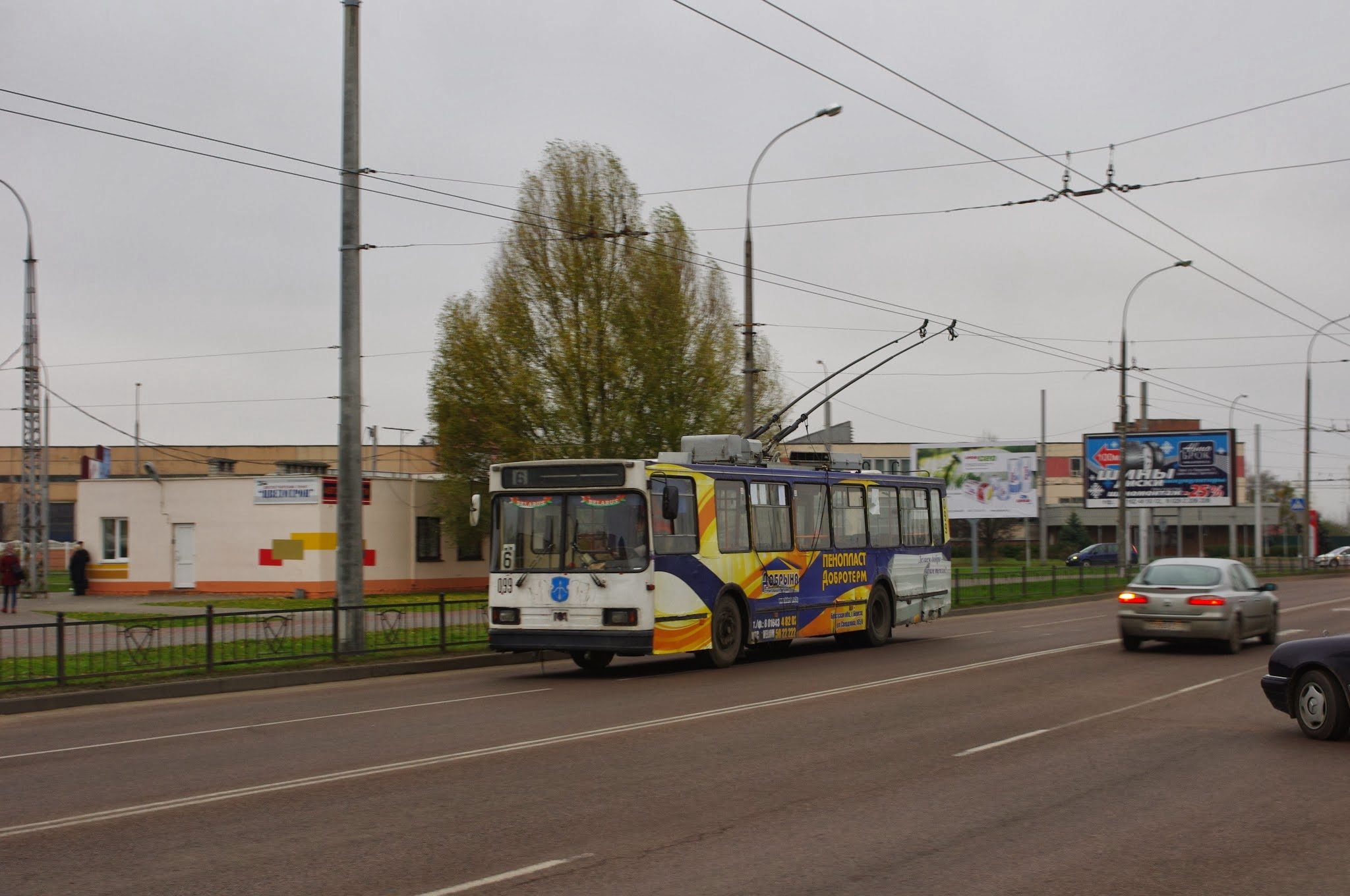
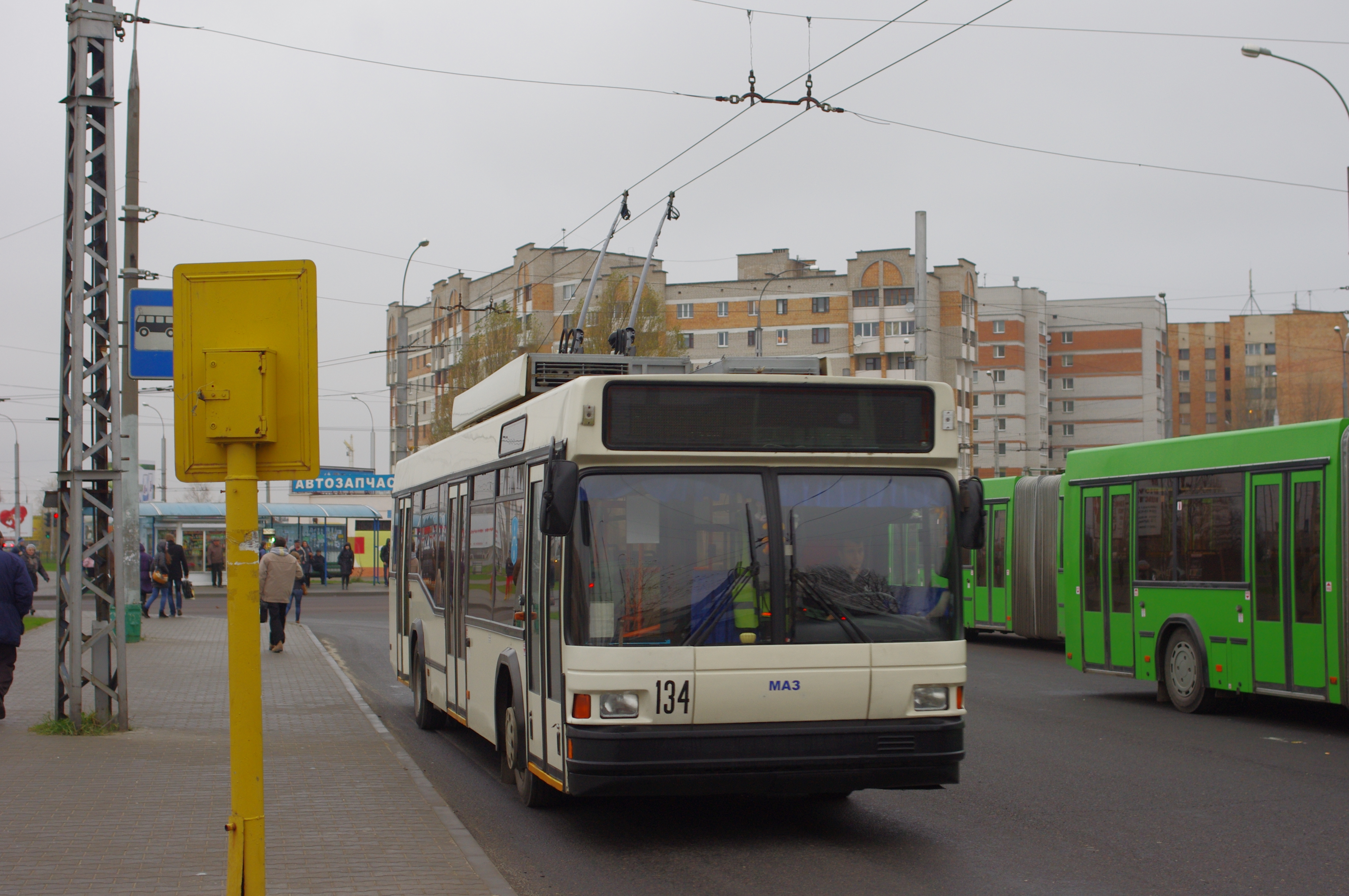
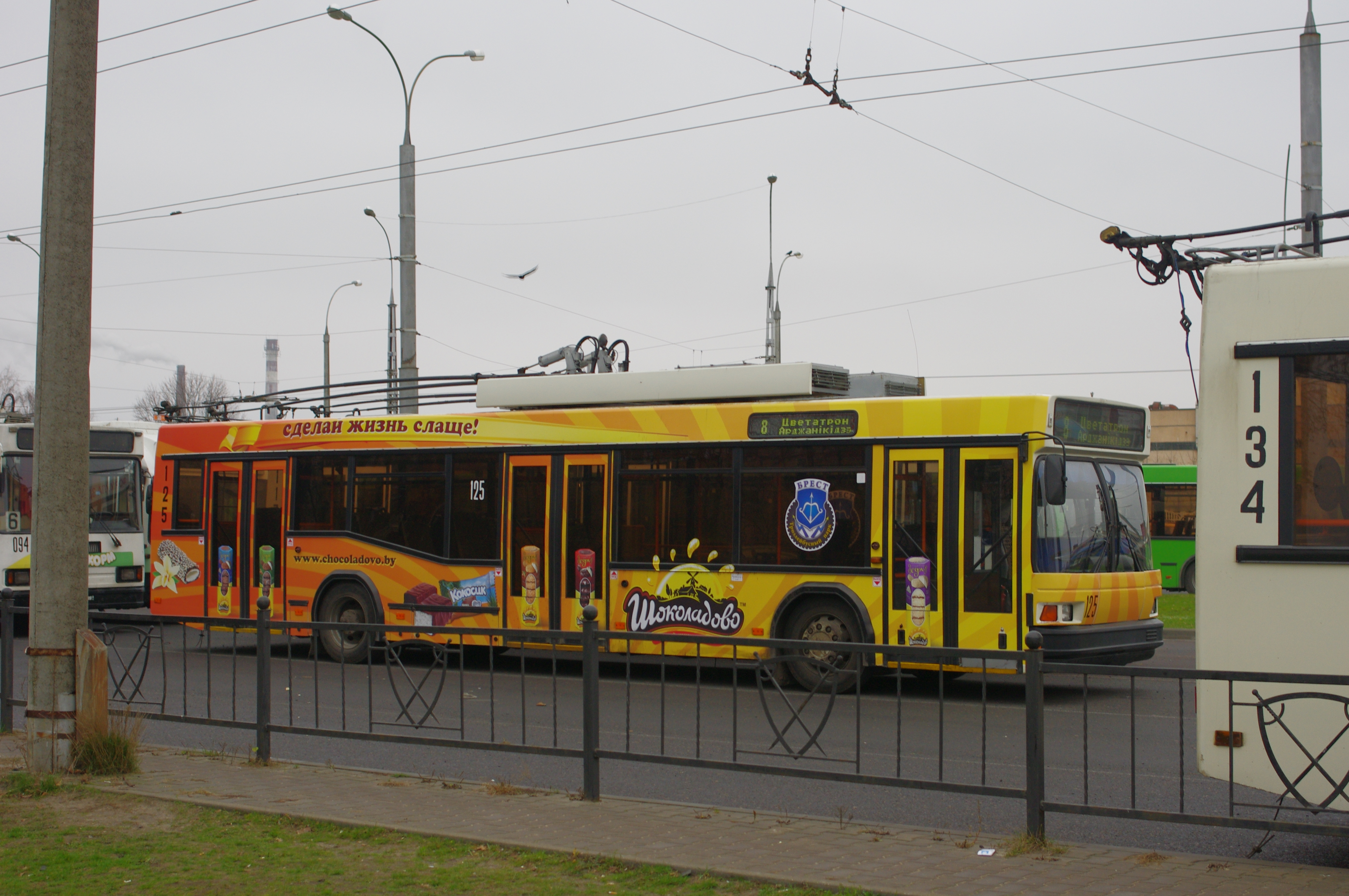
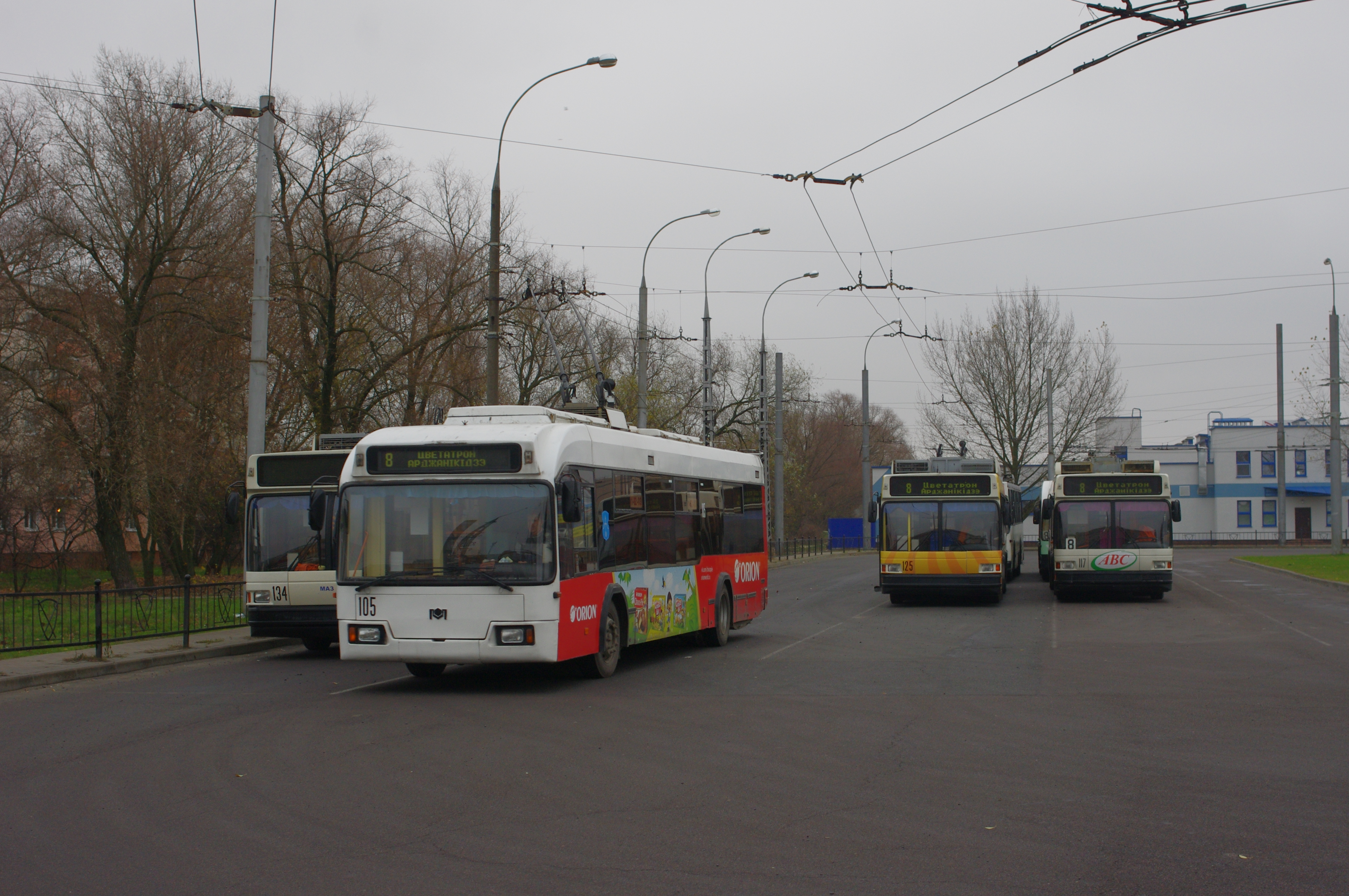
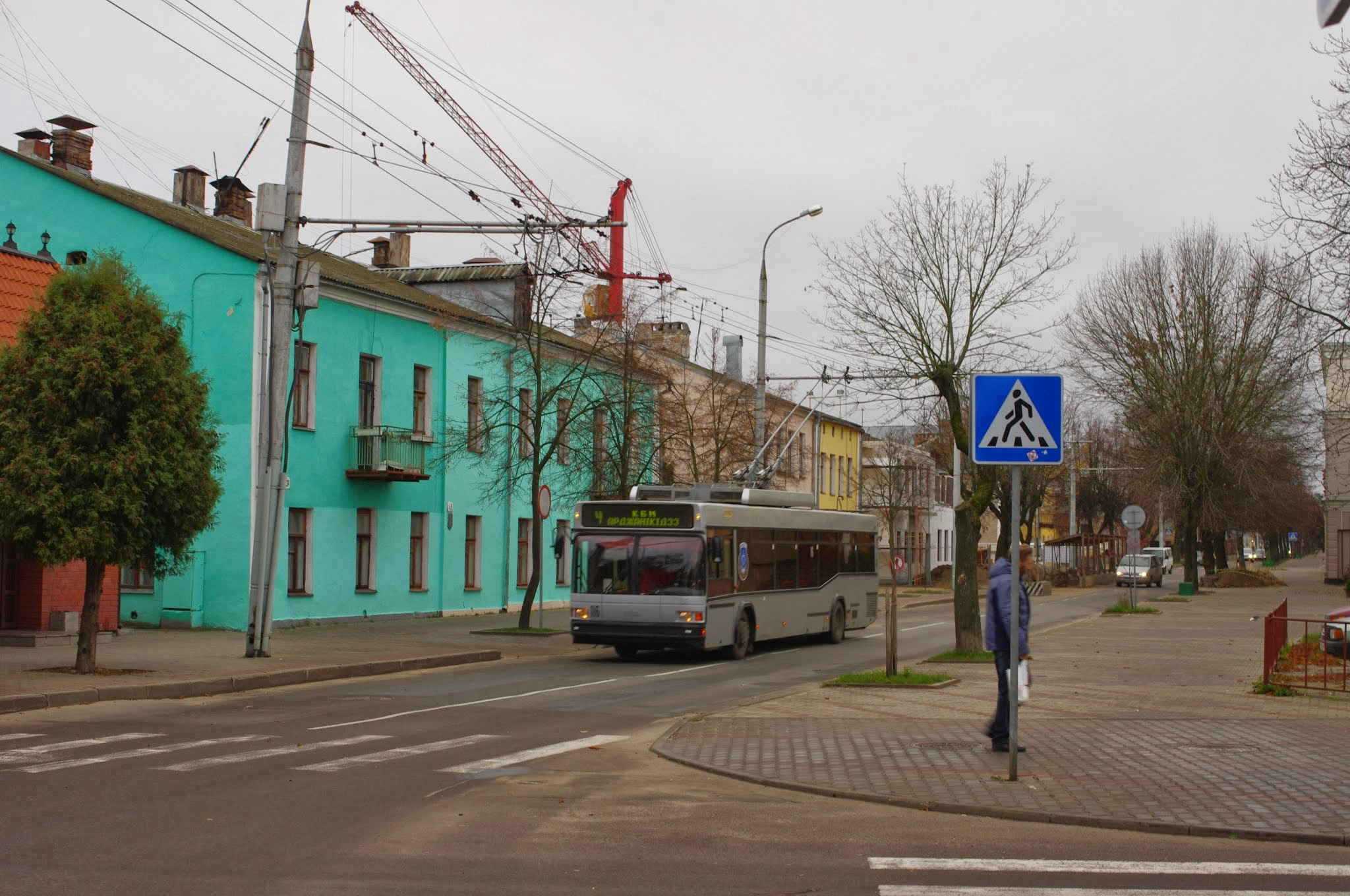
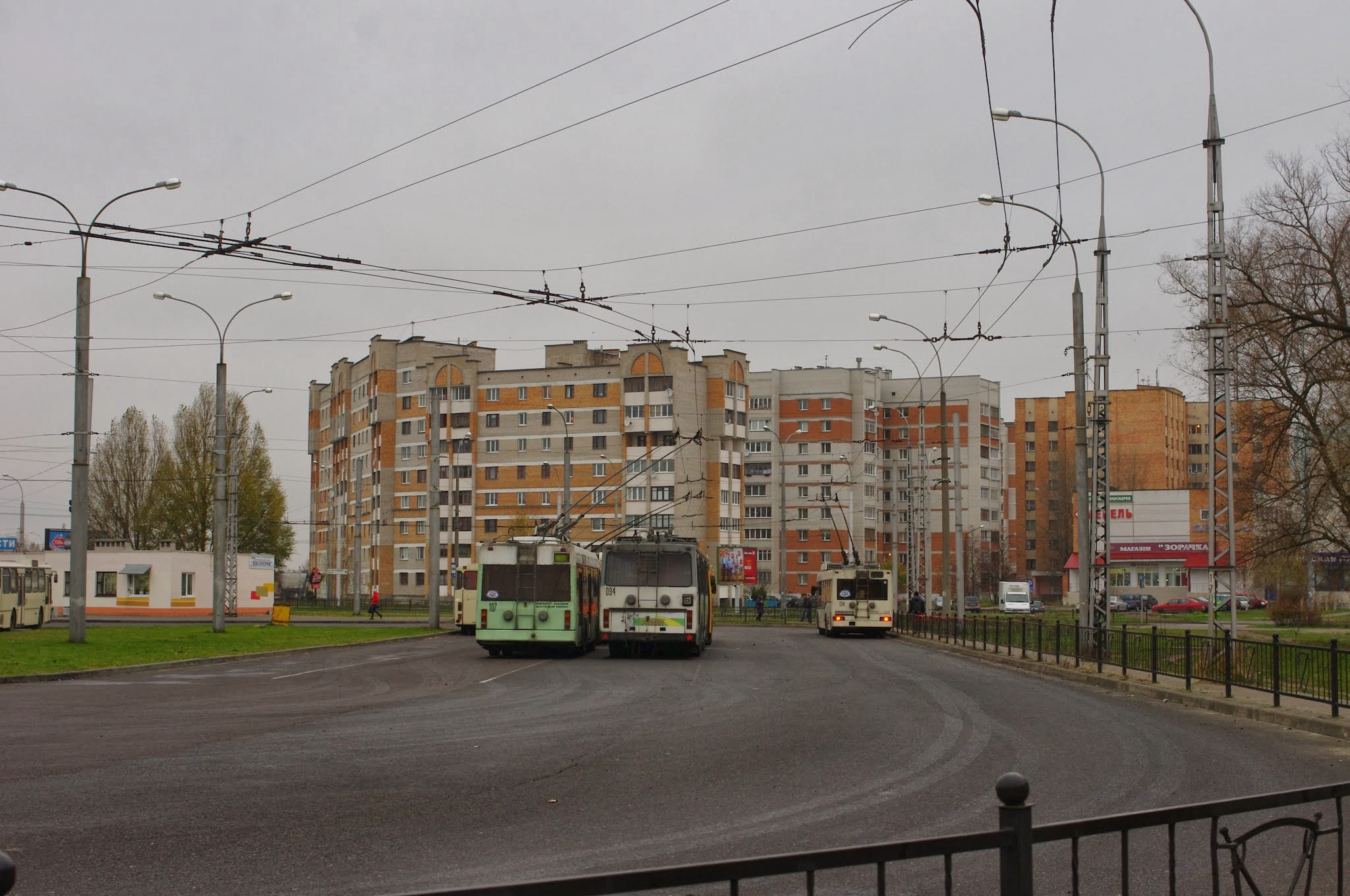
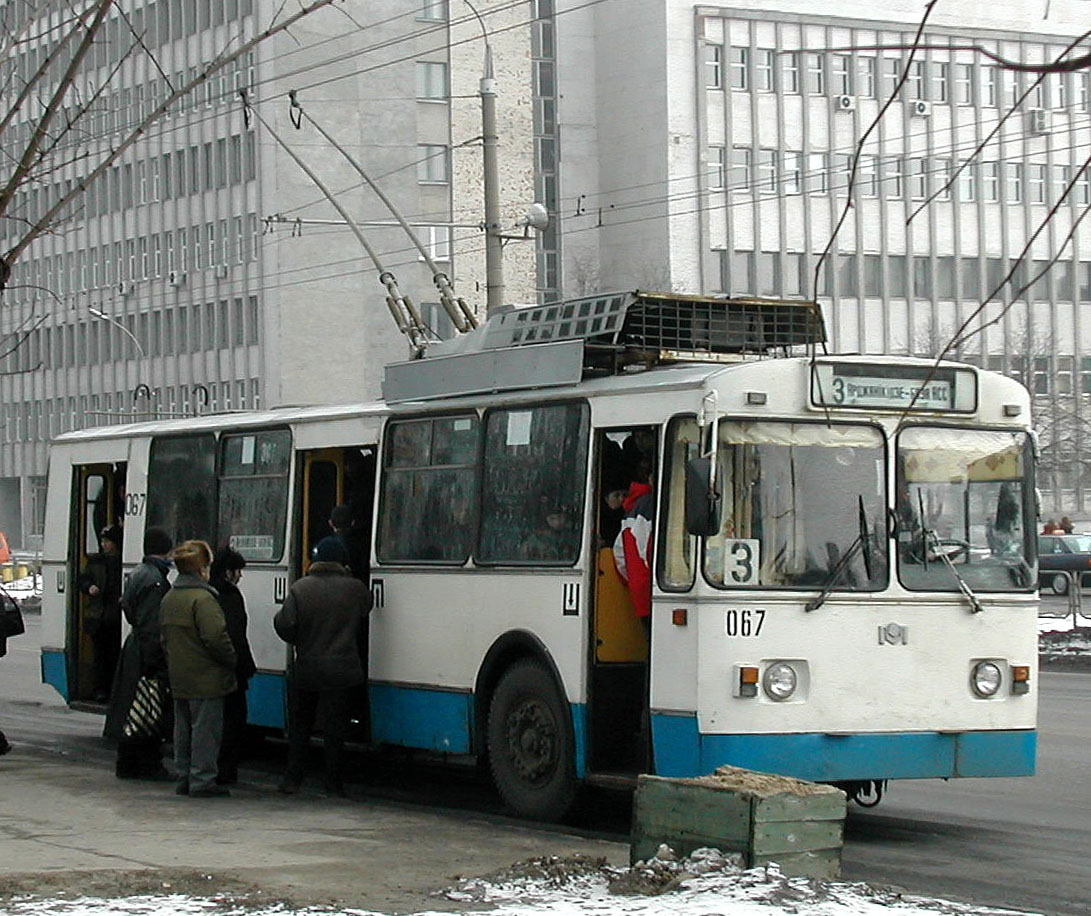
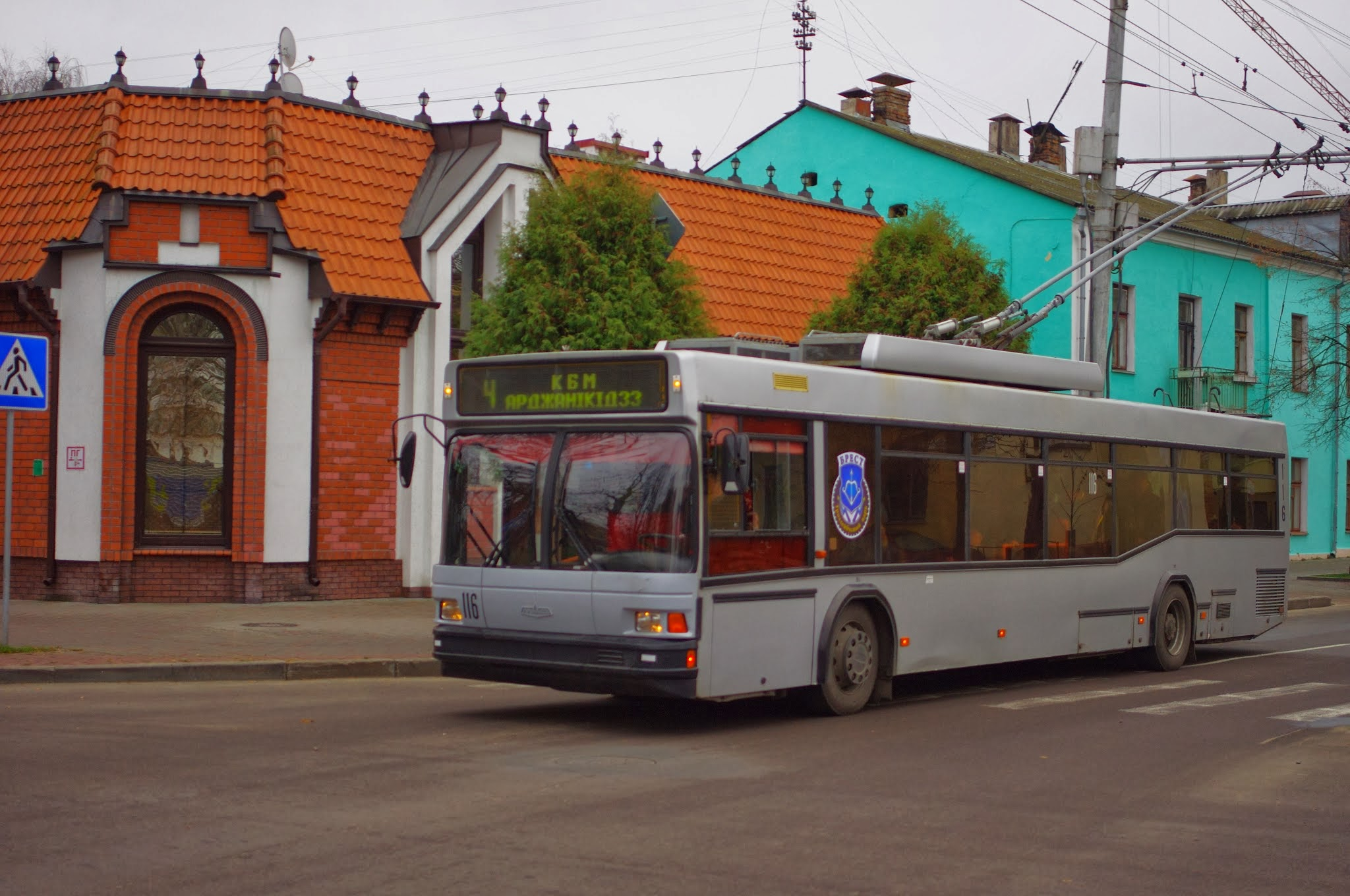
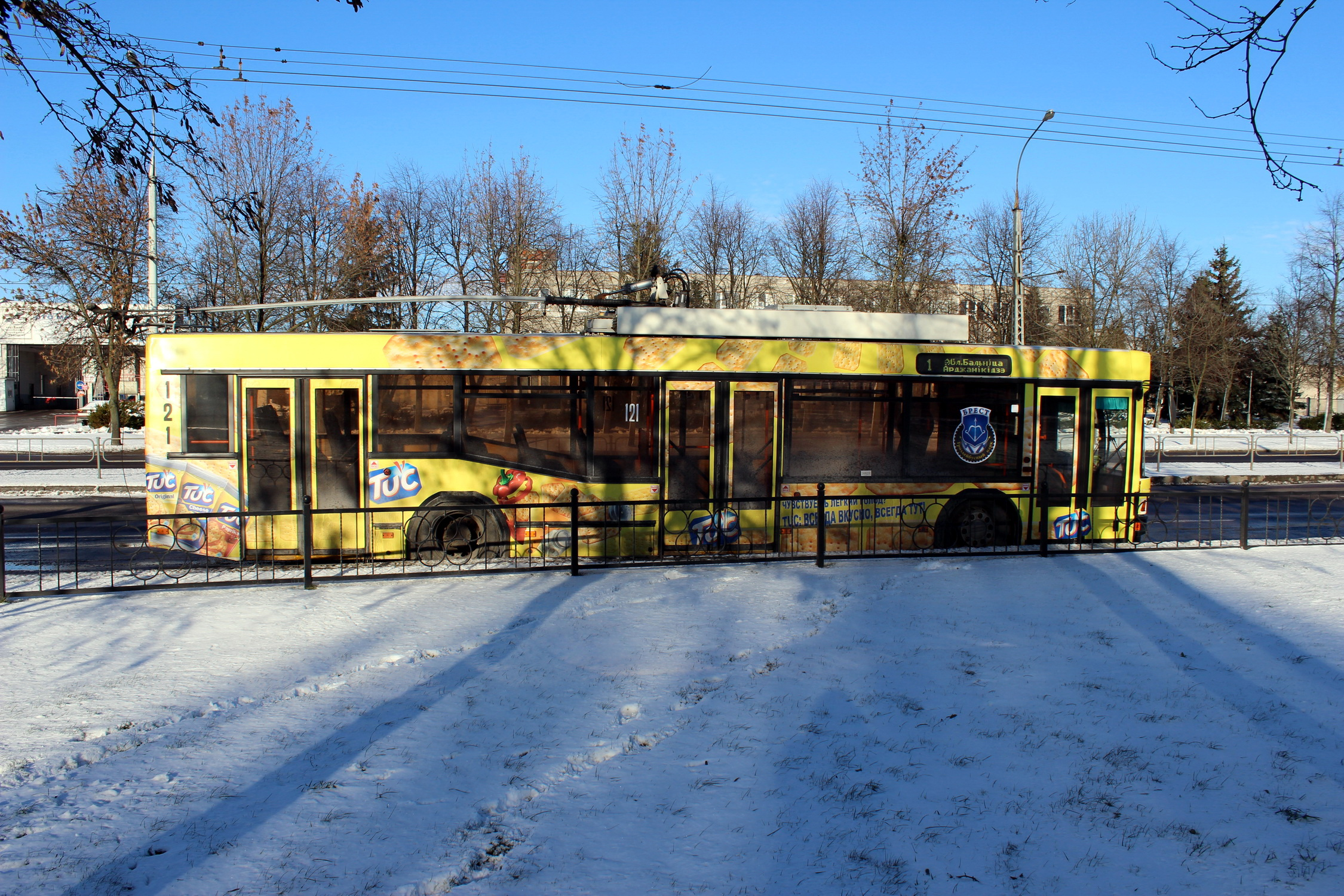